# Jaarsveld
Jaarsveld is een plaats en voormalige gemeente, gelegen in de Nederlandse provincie Utrecht en maakt deel uit van de gemeente Lopik. Het dorp ligt ongeveer zeven kilometer ten zuidwesten van IJsselstein aan de rivier de Lek. Jaarsveld is een komdorp in tegenstelling tot de rest van de Lopikerwaard, die verder alleen lintdorpen kent.

## Demografie
In 2023 had Jaarsveld 285 inwoners, die de bijnaam Grienduilen hebben. Het bebouwde gebied bestond uit 83 huizen op een oppervlakte van 0,07 km².

## Geschiedenis
De voormalige gemeente Jaarsveld is in 1943 overgegaan in de gemeente Lopik. Een groot gedeelte van de nieuwbouw van Lopik is gebouwd op voormalig grondgebied van Jaarsveld.
De plaats was van 1937-1970 bekend vanwege de middengolfzender Jaarsveld.

## Kasteel Jaarsveld
Net buiten het dorp ligt het kasteel Jaarsveld (of kasteel Veldenstein). Het kasteel wordt voor het eerst vermeld in 1327, maar werd in 1673 vernield door plunderende Franse troepen. Daarna verviel het langzaam. In de nabijheid van het vervallen slot werd omstreeks 1760 het huidige Huis te Jaarsveld gebouwd door de vrijheer van Jaarsveld, Cornelis de Witt, een nazaat van de raadpensionaris Johan de Witt. Het is een bescheiden buitenplaats bestaande uit een eenlaags herenhuis en een klein park waarin de grachten van het oude slot zijn opgenomen.

## Monumenten
Een deel van Jaarsveld is een beschermd dorpsgezicht. Zie ook:
- Lijst van rijksmonumenten in Jaarsveld
- Lijst van gemeentelijke monumenten in Jaarsveld

## Afbeeldingen en video

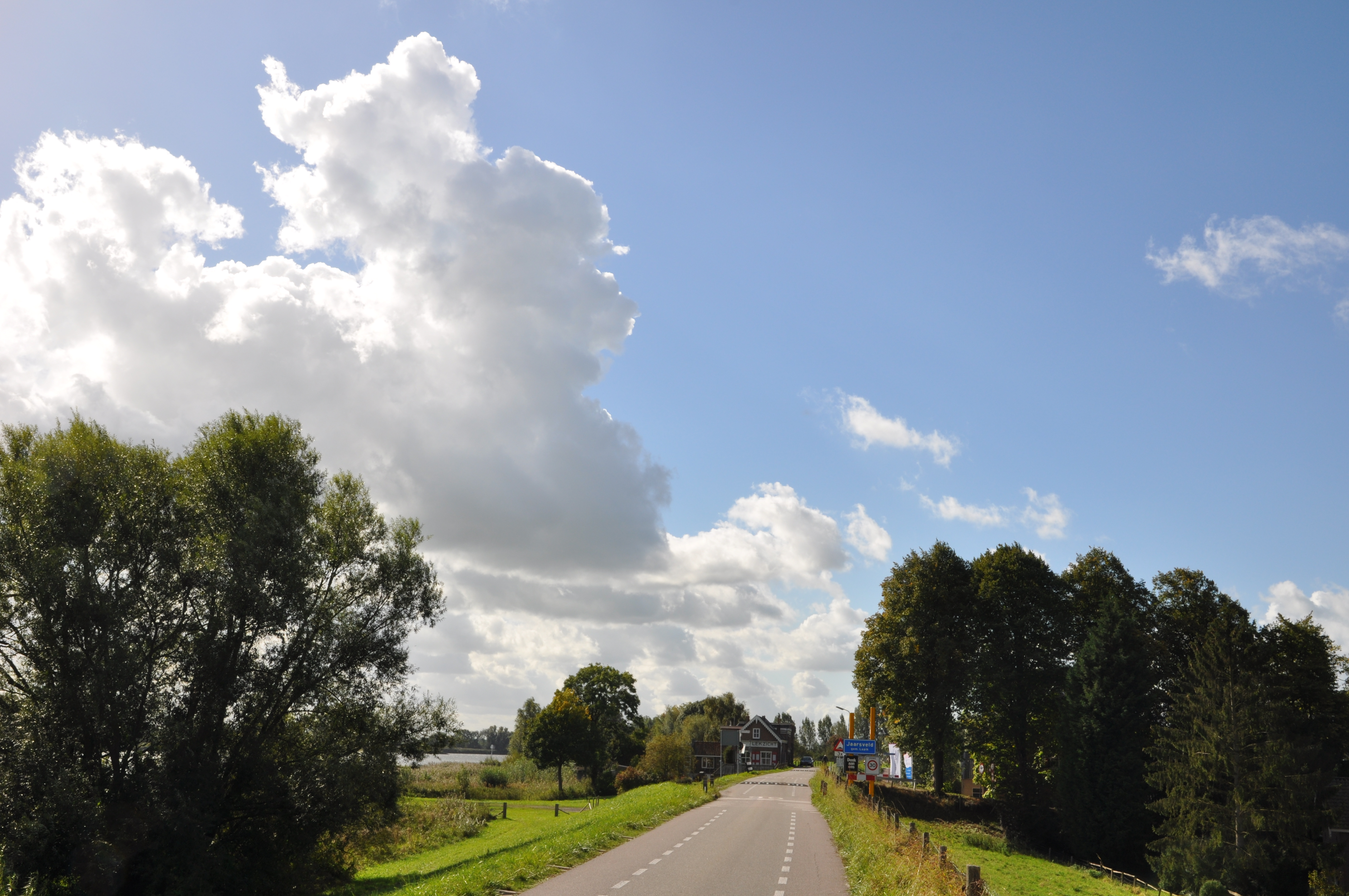
Plaatsnaambord op de dijk aan de Lek
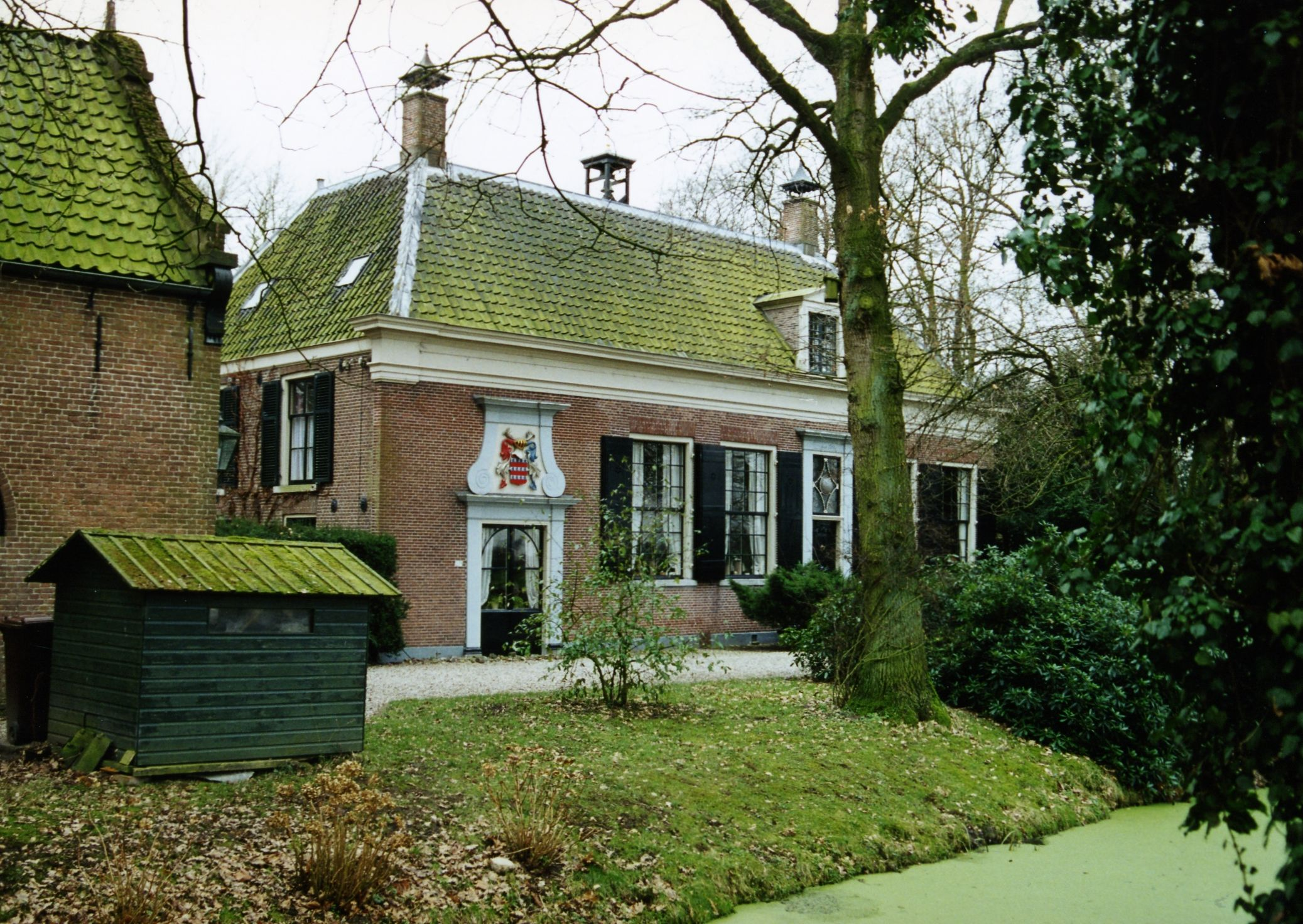
Huis te Jaarsveld
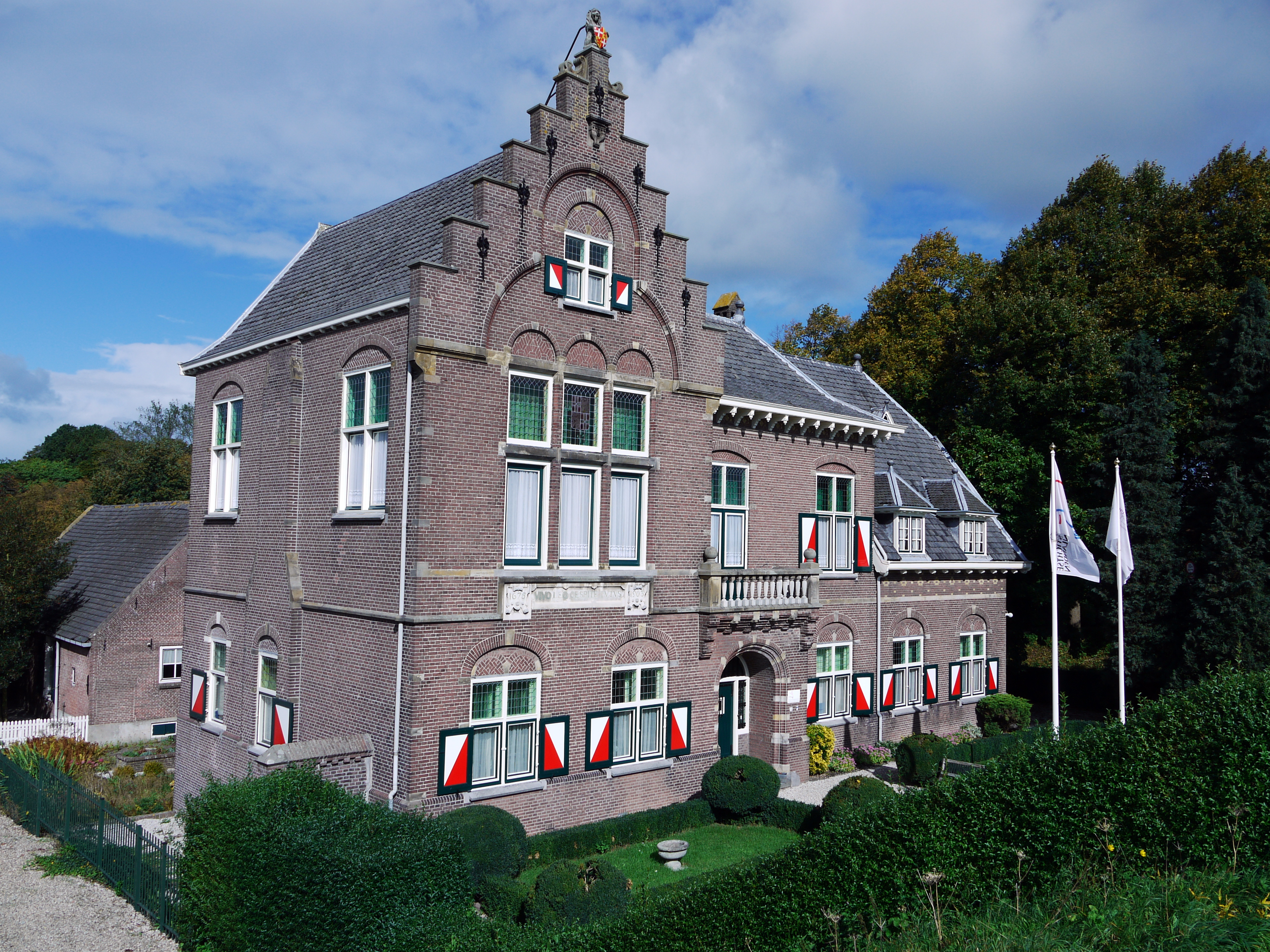
Het Polderhuis
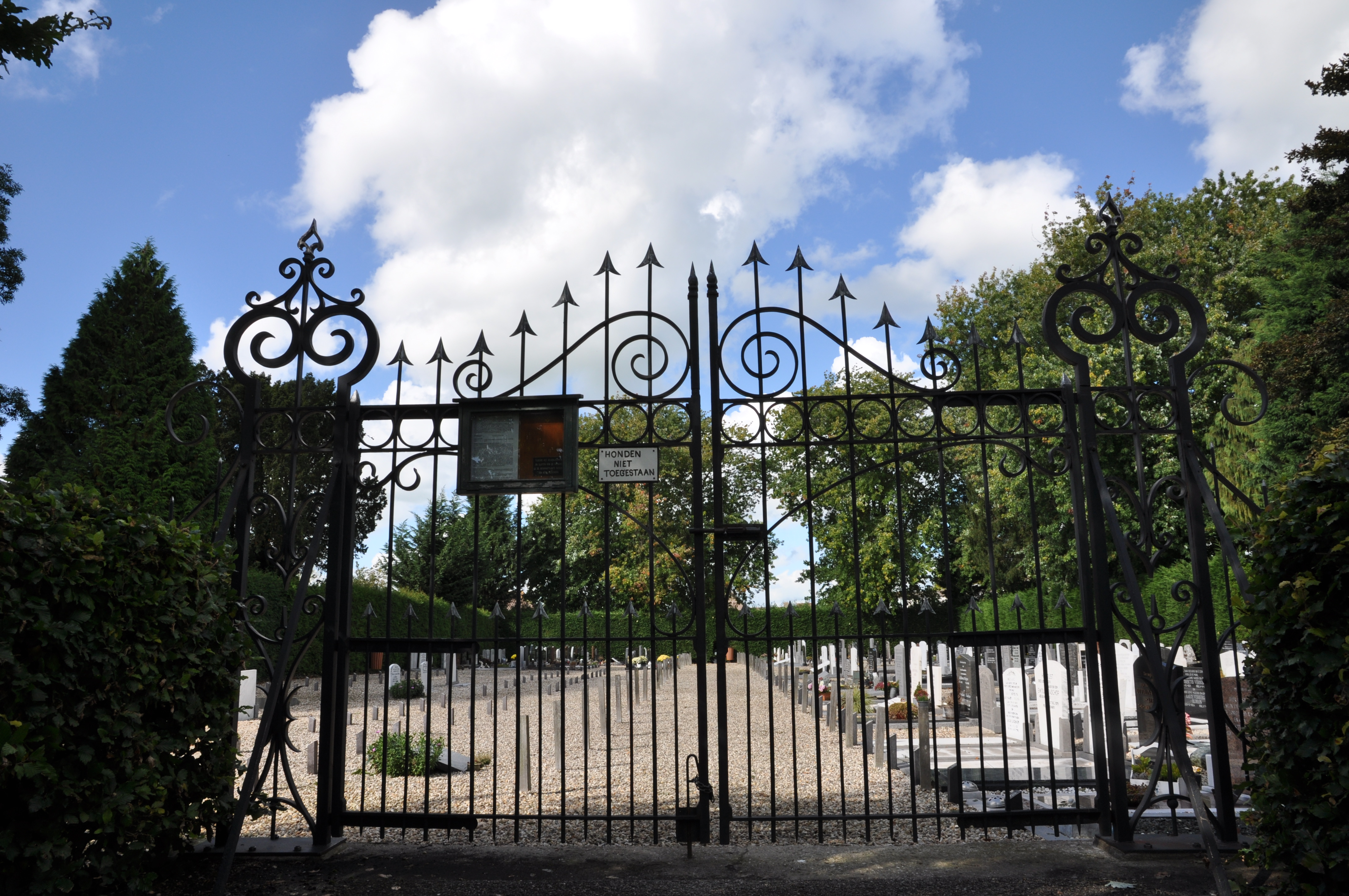
Begraafplaats
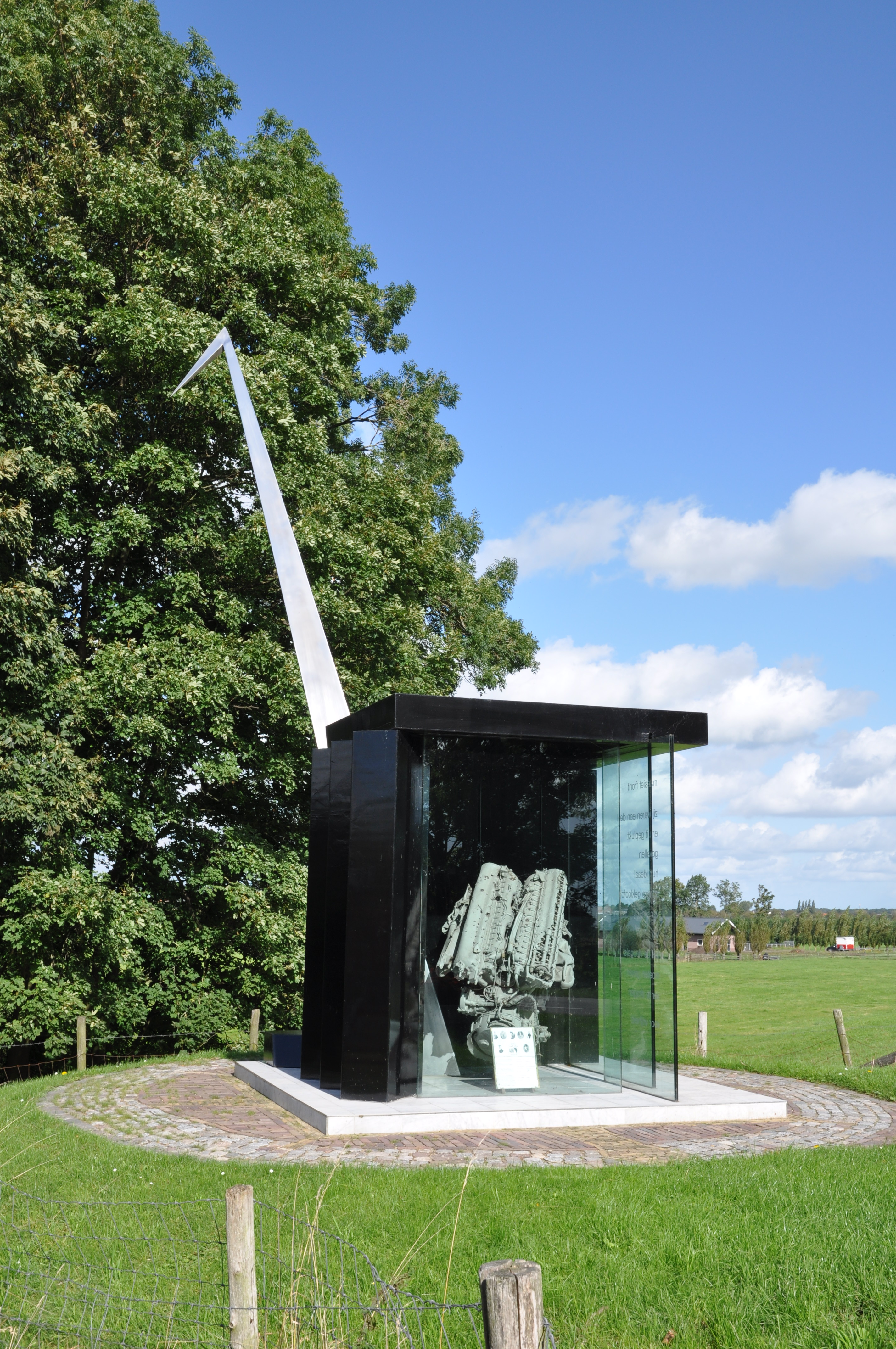
Monument Canadese vliegeniers
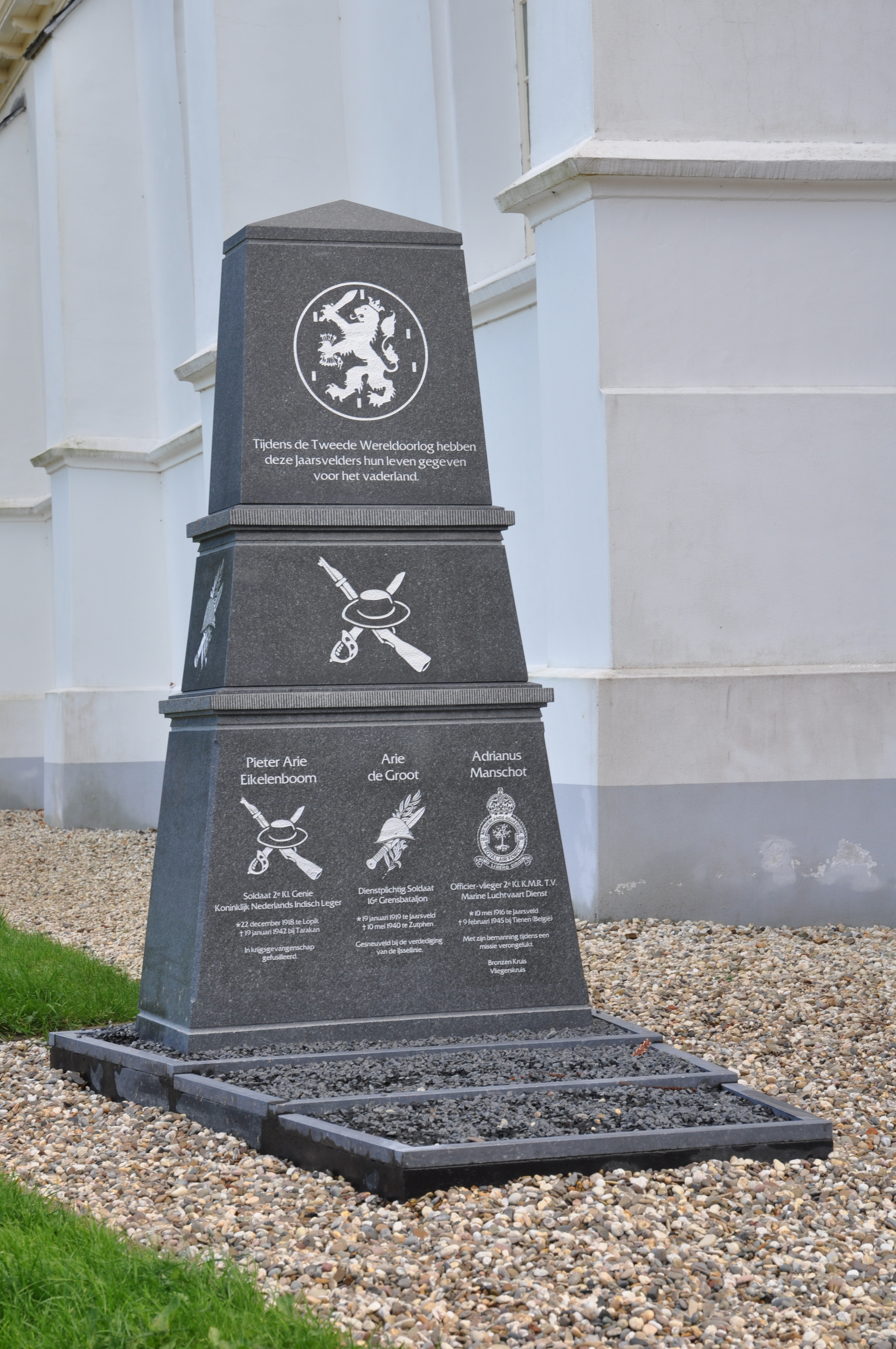
Oorlogsmonument
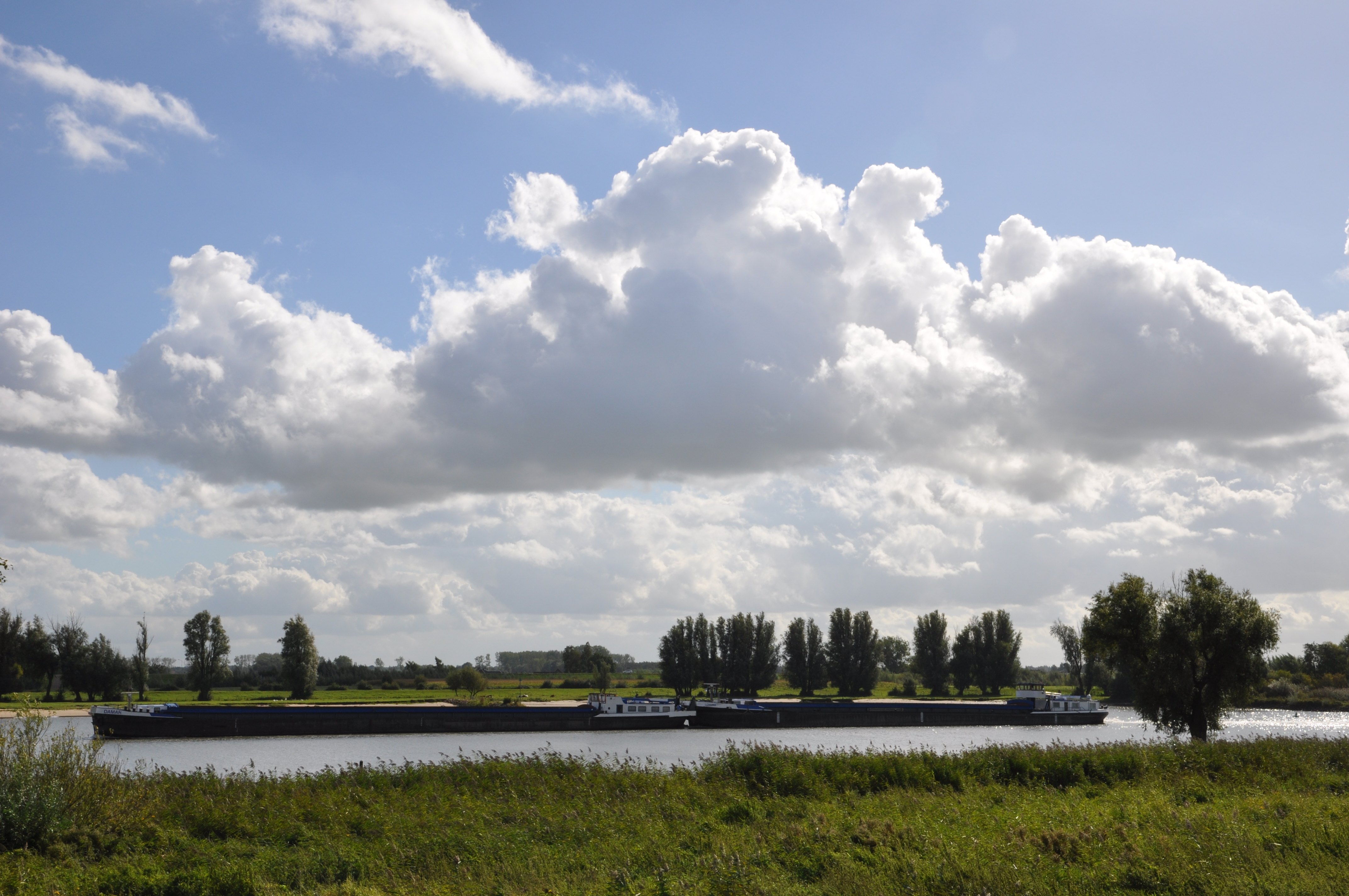
Scheepvaart op de Lek
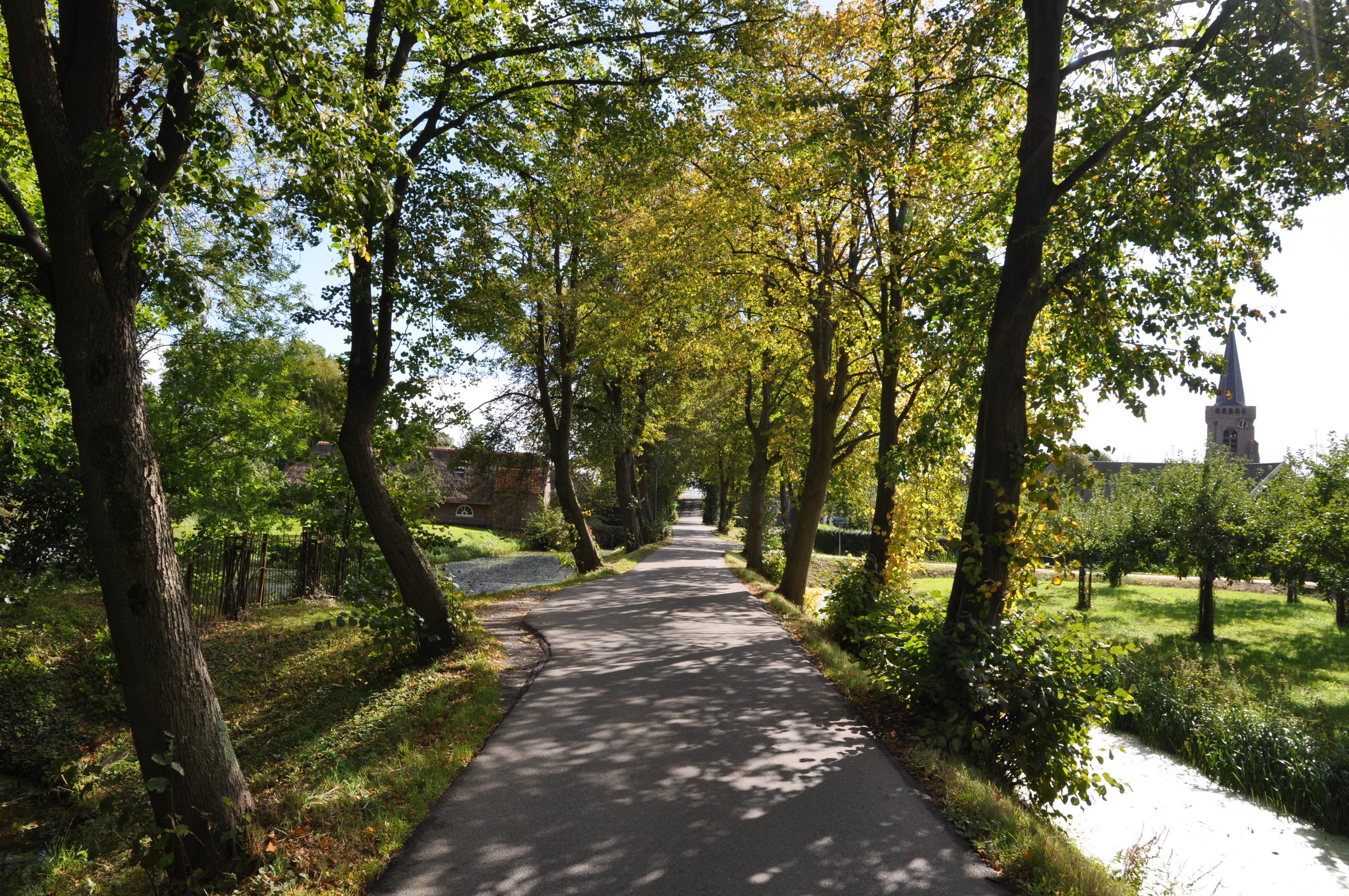
Smalle toegangsweg onderaan de dijk
- Nederlandse kampioenschappen polsstokverspringen in Jaarsveld in 1980